# Starkriechender Körnchenschirmling
Der ungenießbare Starkriechende Körnchenschirmling (Cystoderma carcharias) ist eine Pilzart aus der Familie der Squamanitaceae. Die Fruchtkörper erscheinen von September bis November vorwiegend in Nadelwäldern.

## Merkmale

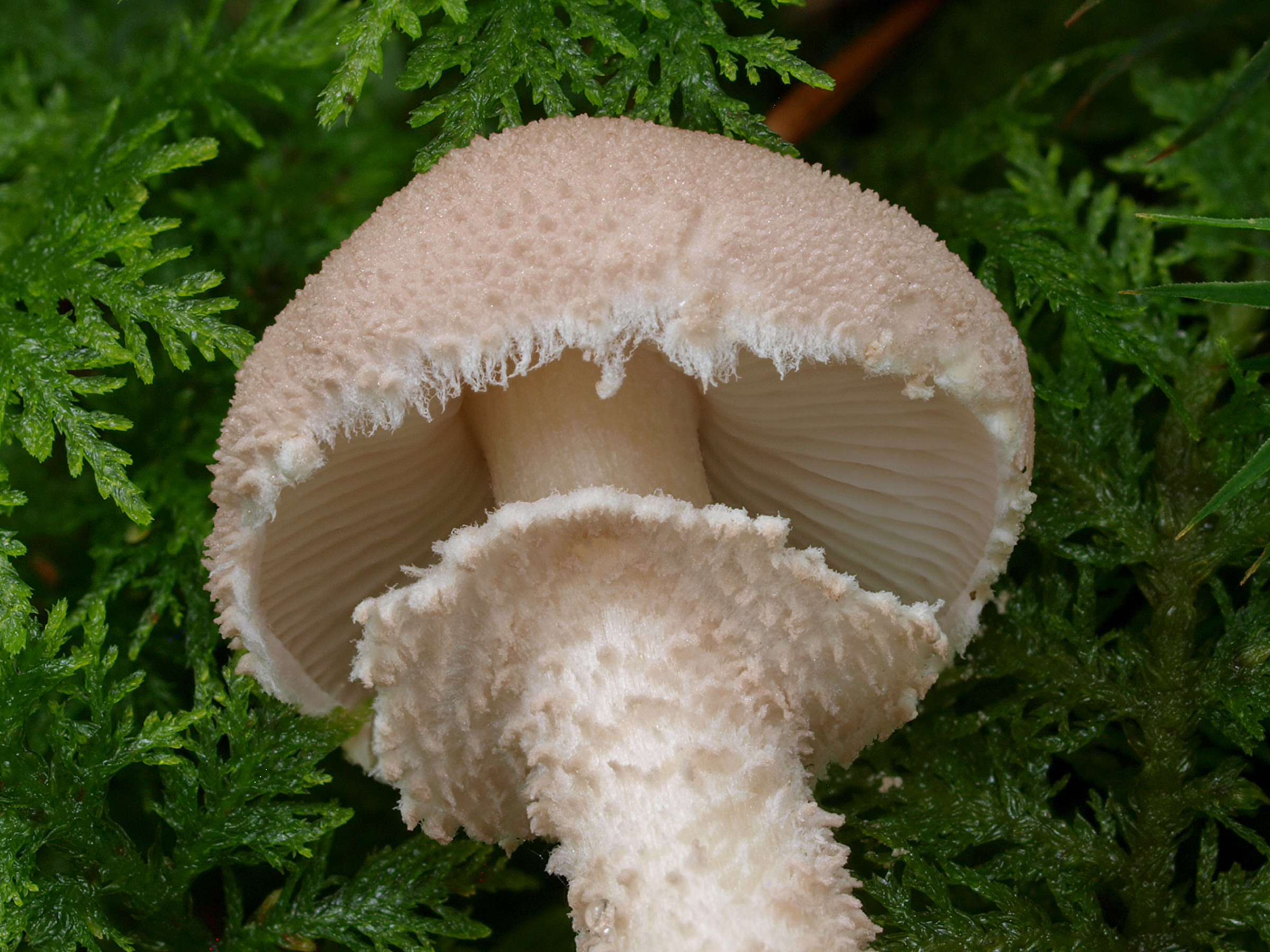
Aufschirmender Hut des Starkriechenden Körnchenschirmlings mit aufgerissenem Teilvelum, das als häutiger Ring am Stiel zurückbleibt.

### Makroskopische Merkmale
Der Hut ist 2–6 cm breit, jung kegelig, bald gewölbt bis ausgebreitet und stumpf gebuckelt. Die Oberfläche ist feinkörnig bis mehlig und schmutzig weiß, graurosa, über isabell bis fast milchkaffeebraun gefärbt. Die Hutmitte ist meist dunkler. Der Rand bleibt lange Zeit herabgebogen und mit weißen Hüllresten behangen.
Die kaum gedrängt stehenden Lamellen sind am Stiel angeheftet und laufen mit einem Zahn daran herab. Sie sind jung weißlich und gilben im Alter. Das Sporenpulver ist amyloid und weiß.
Der zylindrische und anfangs volle Stiel ist 3–7 cm lang und 0,3–0,8 cm breit. Er ist im Alter hohl und trägt einen aufsteigenden, trichterartigen und dauerhaften Ring. Oberhalb des Ringes ist der Stiel glatt, weißlich, darunter genauso wie der Hut graulich bis graurosa und körnig geflockt. Das Fleisch ist weißlich und riecht sehr unangenehm, gasartig oder wie Scheunenstaub und schmeckt widerlich, aber mild.

### Mikroskopische Merkmale
Die breit-elliptischen, fast rundlichen Sporen sind 4–5 µm lang und 3–4 µm breit, Zystiden fehlen.

## Artabgrenzung
Der Starkriechende Körnchenschirmling ist durch seine helle Färbung, den markanten, aufsteigenden Ring und den unangenehmen Geruch gut gekennzeichnet. Der recht ähnliche, aber sehr seltene Weiße Körnchenschirmling (Cystodermella ambrosii) hat keinen häutigen Ring und ist geruchlos. Manchmal kann der Rostrote Körnchenschirmling (Cystodermella granulosa) in weißlichen Formen auftreten. Sein Sporenpulver ist aber inamyloid und ein häutiger Ring fehlt ebenfalls.

## Ökologie und Verbreitung
Die Fruchtkörper des Starkriechenden Körnchenschirmlings erscheinen meist gesellig von September bis November in Nadel- und Nadel-Mischwäldern. Bisweilen findet man ihn auch schon früher und bis in den Dezember hinein. Der Pilz ist besonders in Kalkgebieten recht verbreitet.

## Bedeutung
Der Starkriechende Körnchenschirmling ist kein Speisepilz.